# Chandkapur
Chandkapur es una ciudad censal situada en el distrito de Nagpur en el estado de Maharashtra (India). Su población es de 12077 habitantes (2011). Se encuentra a 15 km de Nagpur.

## Demografía
Según el censo de 2011 la población de Chandkapur era de 12077 habitantes, de los cuales 6389 eran hombres y 5688 eran mujeres. Chandkapur tiene una tasa media de alfabetización del 89,78%, superior a la media estatal del 82,34%: la alfabetización masculina es del 93,70%, y la alfabetización femenina del 85,41%.